# Bojany (przystanek kolejowy)
Bojany (ukr. Бояни) – przystanek kolejowy w miejscowości Bojany, w rejonie czerniowieckim, w obwodzie czerniowieckim, na Ukrainie. Położony jest na linii Czerniowce – Ocnița.
W okresie międzywojennym była to stacja kolejowa.